# Ламар (Міссурі)
Ламар (англ. Lamar) — місто (англ. city) в США, в окрузі Бартон штату Міссурі. Населення — 4266 осіб (2020).

## Географія
Ламар розташований за координатами 37°29′38″ пн. ш. 94°16′42″ зх. д. / 37.49389° пн. ш. 94.27833° зх. д. (37.493918, -94.278428).  За даними Бюро перепису населення США в 2010 році місто мало площу 14,06 км², з яких 13,25 км² — суходіл та 0,81 км² — водойми.

## Демографія

### Перепис 2010

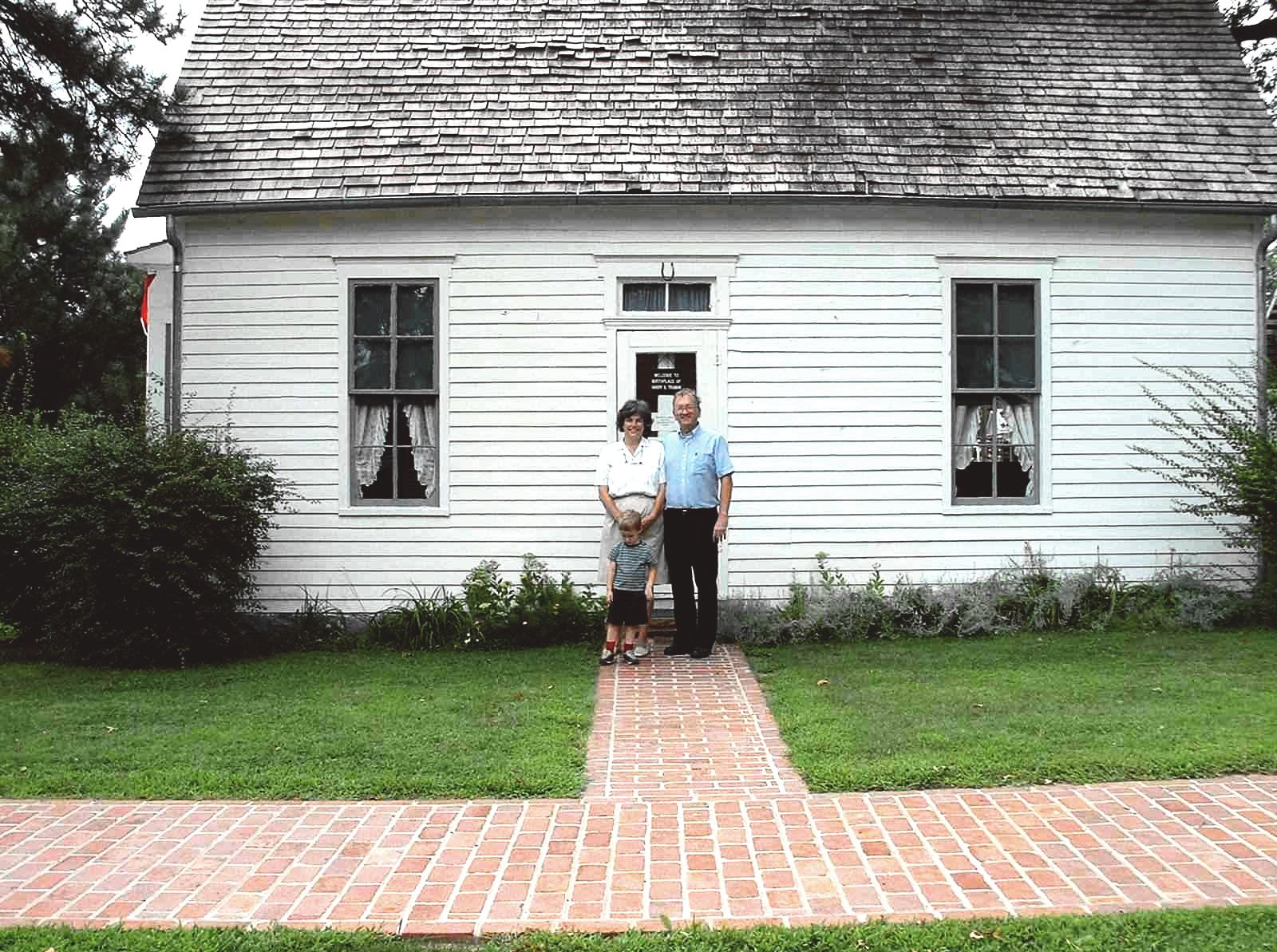
Будинок, де народився Гаррі Трумен

Згідно з переписом 2010 року, у місті мешкали 4532 особи в 1866 домогосподарствах у складі 1202 родин. Густота населення становила 322 особи/км².  Було 2099 помешкань (149/км²).
Расовий склад населення:
| - 94,5 % — білих - 0,7 % — чорних або афроамериканців - 0,6 % — корінних американців - 0,3 % — азіатів |

До двох чи більше рас належало 3,2 %. Частка іспаномовних становила 1,9 % від усіх жителів.
За віковим діапазоном населення розподілялося таким чином: 25,8 % — особи молодші 18 років, 54,7 % — особи у віці 18—64 років, 19,5 % — особи у віці 65 років та старші. Медіана віку мешканця становила 39,6 року. На 100 осіб жіночої статі у місті припадало 87,4 чоловіків;  на 100 жінок у віці від 18 років та старших — 79,7 чоловіків також старших 18 років.
Середній дохід на одне домашнє господарство  становив 53 731 долар США (медіана — 39 742), а середній дохід на одну сім'ю — 61 533 долари (медіана — 49 855). Медіана доходів становила 33 326 доларів для чоловіків та 27 105 доларів для жінок. За межею бідності перебувало 25,1 % осіб, у тому числі 47,2 % дітей у віці до 18 років та 13,8 % осіб у віці 65 років та старших.
Цивільне працевлаштоване населення становило 1912 особи. Основні галузі зайнятості: освіта, охорона здоров'я та соціальна допомога — 24,5 %, виробництво — 21,6 %, роздрібна торгівля — 10,8 %, науковці, спеціалісти, менеджери — 8,4 %.

### Перепис 2000
У 2000 році населення складало 4425 осіб. Густина — 446 чол/км.
Середній вік — 37 років. Віковий склад населення:
- 26,6% — до 18 років
- 8,5% від 18 до 24 років
- 24,9% від 25 до 44 років
- 19,5% від 45 до 64 років
- 20,5% старше 65 років

## Економіка
ВВП на душу населення досягає 15 684 доларів на душу населення. За межею бідності живе 12% населення.

## Відомі уродженці

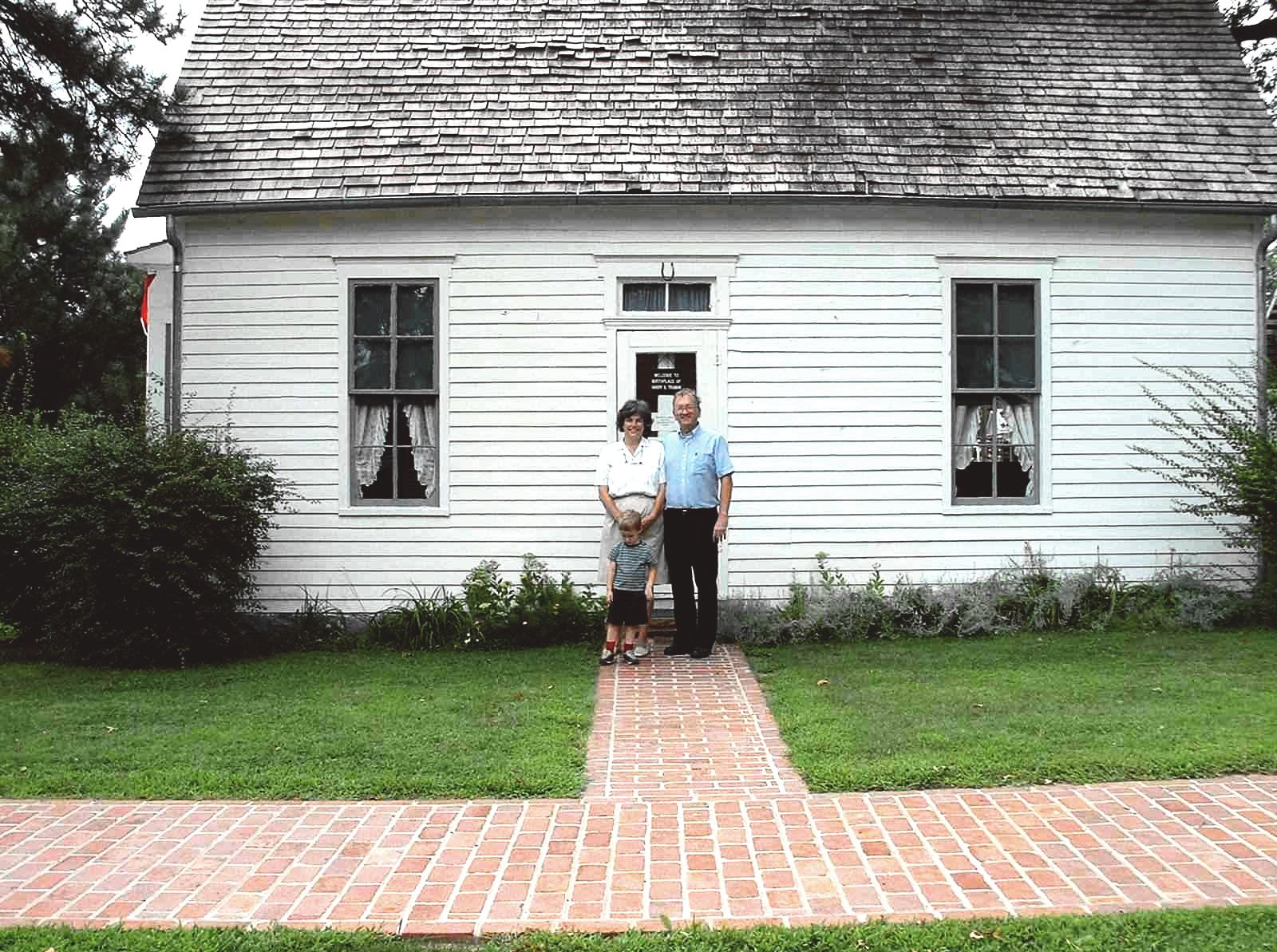
Будинок, де народився Гаррі Трумен

- 8 травня 1884 в цьому місті народився 33-й президент США Гаррі Трумен. У місті є парк, названий на його честь.